# Kickers Offenbach
Maillots
Actualités
Le Kickers Offenbach (Offenbacher FC Kickers) est un club de football allemand évoluant en Regionalliga et basé à Offenbach am Main.

## Historique
- 1901 : fondation du club sous le nom de Offenbacher FC Kickers
- 1921 : fusion avec le VfR 1900 Offenbach en VfR Kickers Offenbach
- 1925 : révocation de la fusion, le club prit le nom de Offenbacher FC Kickers
- 1968 : 1re participation à la Bundesliga 1 (saison 1968/69)
- 1970 : 1re participation à une coupe d'Europe (C2) (saison 1970/71)

## Palmarès
- Coupe d'Allemagne (1) :
  - Vainqueur : 1970

## Anciens joueurs
- Uwe Bein
- Siegfried Held
- Erwin Kostedde
- Dieter Müller
- Rudi Völler
- / Sean Dundee